# Chloroclystis nina
Chloroclystis nina är en fjärilsart som beskrevs av Robinson 1975. Chloroclystis nina ingår i släktet Chloroclystis och familjen mätare. Inga underarter finns listade i Catalogue of Life.